# Fiorenzo Bava Beccaris

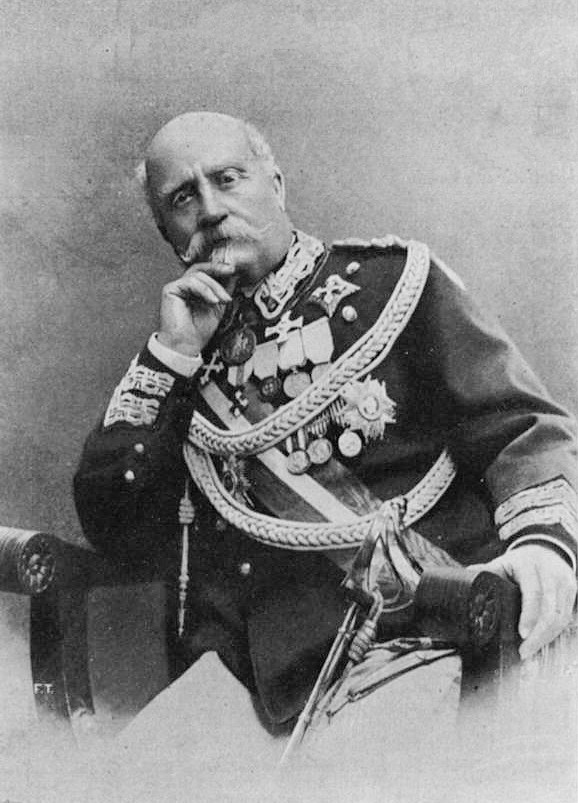
Fiorenzo Bava Beccaris (1898)

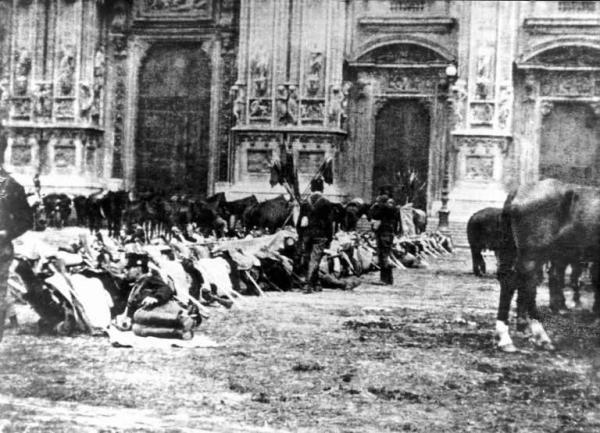
Piazza del Duomo: Bava Beccaris’ Soldaten im Kampf gegen Aufständische (etwa 1898)

Fiorenzo Bava Beccaris (* 17. März 1831 in Fossano; † 8. April 1924 in Rom) war ein italienischer General, der besonders für die als Bava-Beccaris-Massaker bezeichnete Niederschlagung eines Aufstandes in Mailand im Jahr 1898 und seine dabei gezeigte Brutalität bekannt wurde.

## Lebenslauf
Fiorenzo Bava Beccaris wurde 1831 in Fossano in der Region Piemont geboren.
Er schlug eine militärische Laufbahn ein und nahm am Krimkrieg sowie am zweiten und dritten italienischen Unabhängigkeitskrieg teil.
Mitte der 1890er Jahre verschärften sich in Italien nach dem Rücktritt von Francesco Crispi die durch seine Politik entstandenen Spannungen weiter, bis sie sich im Mai 1898 in Mailand wegen gestiegener Weizenpreise in einem Aufstand entluden. Daraufhin wurde Bava Beccaris als Militärkommandant von Mailand eingesetzt. Der General rief den Belagerungszustand aus. Seine Soldaten ließ er auf unbewaffnete Demonstranten feuern, wobei je nach Angaben zwischen 82 und 300 Menschen den Tod fanden. Als der Aufstand niedergeschlagen war, folgte eine Säuberungswelle. Die Politiker Filippo Turati und Leonida Bissolati, die Ärztin Anna Kuliscioff sowie radikale und katholische Journalisten wurden verhaftet. „Rote“ (sozialistische) und „schwarze“ (katholische) Organisationen wurden aufgelöst. Der italienische König Umberto I. verlieh dem General im Juni 1898 für die Niederschlagung des Aufstandes und die Verteidigung des königlichen Palastes das Großkreuz des Militärorden von Savoyen. Kurz darauf wurde er in den italienischen Senat berufen.
Der Anarchist Gaetano Bresci (1869–1901), als junger Mann in die USA ausgewandert, reiste daraufhin nach Italien und erschoss am 29. Juli 1900 Umberto I., als dieser Monza besuchte. Bresci sagte nach seiner Festnahme, die Beförderung von Bava Beccaris habe ihn zu dem Attentat motiviert.
Bava Beccaris trat 1902 in den Ruhestand und starb 1924 in Rom.